# San Lorenzo Isontino
San Lorenzo Isontino este o comună din provincia Gorizia, regiunea Friuli-Veneția Giulia, Italia, cu o populație de 1.514 locuitori (1 ianuarie 2023) și o suprafață de 4,4 km².

## Demografie
San Lorenzo Isontino - evoluția demografică

|  | Graficele sunt indisponibile din cauza unor probleme tehnice. Mai multe informații se găsesc la Phabricator și la wiki-ul MediaWiki. |

Date: Recensăminte sau birourile de statistică - grafică realizată de Wikipedia